# Gaesischia flavoclypeata
Gaesischia flavoclypeata là một loài Hymenoptera trong họ Apidae. Loài này được Michener, LaBerge & Moure mô tả khoa học năm 1955.